# Sedliště (Jimramov)
Sedliště település Csehországban, Jimramovban.  Lakosainak száma 109 fő (2021. március 26.).

## Népesség
A település lakosságának változását az alábbi diagram mutatja:
| Lakosok száma | 231  | 281  | 263  | 280  | 267  | 174  | 152  | 131  | 125  | 109  |
|               | 1869 | 1890 | 1900 | 1921 | 1930 | 1961 | 1970 | 1991 | 2001 | 2021 |